# Biwaellinae
Biwaellinae es una subfamilia de foraminíferos bentónicos de la familia Schwagerinidae, de la superfamilia Fusulinoidea, del suborden Fusulinina y del orden Fusulinida. Su rango cronoestratigráfico abarca desde el Gzheliense (Carbonífero superior) hasta el Asseliense (Pérmico inferior).

## Discusión
Clasificaciones más recientes incluyen Biwaellinae en la superfamilia Schwagerinoidea, y en la subclase Fusulinana de la clase Fusulinata.

## Clasificación
Biwaellinae incluye a los siguientes géneros:
- Biwaella †
- Dutkevichites †
- Sphaeroschwagerina †